# Бібліотека найзнаменитших повістей
«Бібліоте́ка найзнамени́тших по́вістей» — літературний додаток до львівської газети «Діло».
Бібліотека найзнаменитших повістей (літературний додаток до газети «Діло», 1881–1906, вийшло 74 томи). Видано українською мовою у транслітерації символами рос. мови старої орфографії.
«Щоб руському (українському) громадянству видерти з рук чужу книжку лихої вартости, а замісць сього дати лектуру добірних повістей, переложених на рідну мову, зачала редакція „Діла“ з 1881. роком видавати в додатку: „Бібліотеку найзнаменитших повістей“, та цілим рядом сих повістей не мало причинила ся до виобразування читаючої руської публики, як також до виключного уживання руської мови в наших товариських сходинах та в життю родиннім і громадянськім. Отсим виховано у нас перше дійсно читаюче і вишколене громадянство. Найліпші переклади вийшли з пера: Івана Франка, Івана Белея, Михайла Подолинського, Михайла Павлика і Александра Борковського.»

Серія отримала (спочатку) негативну оцінку Івана Франка:
«Як у політиці, так і в літературі минулий рік приніс галицьким українцям незвичайно скупий урожай. Внутрішні непорозуміння і сварки між партіями, загальне звуження розумового горизонту і постійне роздратування, підтримуване безплідною, але завзятою газетною полемікою, — це умови, які дуже шкідливо впливають на розвиток літератури і її талантів. Кермо української політики, як і літератури, взяли в свої руки вчителі гімназій, люди, будемо вважати, особисто чесні й такі, що прагнуть загального добра, але разом з тим дуже залежні, несміливі і, внаслідок несприятливих шкільних умов, закам'янілі в літературних і естетичних поняттях часів середини XVIII ст., часів до Дідро і Лессінга. Коли б щось було написане в дусі інших засад і поглядів, то воно напевне не буде вміщене в жодному з існуючих тепер українських часописів.
До цих мертвих і вузьких засад пристосовують вони літературу іноземну, друкуючи в „Бібліотеці найзнаменитших повістей“ найбезбарвнішу писанину: „Дядька Адама“ Шварцової, Феє, Раймунда, Гіллерна і Оне, — і обминають шедеври Діккенса, Шпільгагена, Золя та ін…»

Видання було важливим заходом до ознайомлення українських читачів із найкращими творами письменників російської та світової літератур.

## Список томів серії
Усе, що вдалося знайти на цей час:
1. Том І-ІІІ РАЙМУНД ГОЛО (Raimund Golo), авт.: Берта Фредеріх (Berta Frederich), уроджена Heyn, 1825–1882, німецька романістка: повість з німецької «В обороні честі» (1881, 344 с.)
Раймунд Г. В обороні чести: Повість в трех частях Г. Раймунда. — Львів: Накладом Ред. «Діла». Друк. Т-ва им. Шевченка. Під зарядом К. Беднарского, 1881. — 344 с. — (Лит. дод. «Діла»: Б-ка найзнаменитших повістей / Під ред. В. Барвіньского; Т. 1-3).
2. Том IV Іван Сергійович ТУРГЕНЄВ (1818–1883), Росія: повість з російського «Дим» (1881).
3. Том V–VI Енні ЕДВАРДС (Annie Edwards), 1830–1896, Англія: повість з англійского «Стефан Лаврентій» (Steven Lawrence, Yeoman) під редакцією В.Барвінського (1881–1882).
Едварс. Стефан Лаврентій, повість англійска Едварса в двох томах. — Львів: Накладом редакціи «Діла». Друк. Т-ва им. Шевченка. Під зарядом К. Беднарского, 1881 (обкл. 1882). — (Лит. додаток «Діла»: Б-ка найзнаменитших повістей / Під ред. В. Барвіньского; Т. 5). — 2 т. в одній оправі.
4. Том VII ФЕЙЛЄТ (ФЕЄ, Фейле), Октав (Octave Feuillet) 1821–1890, Франція: повість з француского «Любов убогого молодця» (Le Roman d'un jeune homme pauvre) 1881.
5. Том VIII Кароль (Чарльз) ДІККЕНС (Charles Dickens), 1812–1870, Англія: повістка з англійского «Новорічні дзвони» (1882, у пер. І. Белея)
Діккенс Ч. Новорічні дзвоны: Повістка Кароля Диккенса (з англійского). — Львів: Накладом ред. «Діла». Друк. Т-ва им. Шевченка. Під зарядом К. Беднарского, 1882. — 92 с. — (Лит. додаток «Діла»: Б-ка найзнаменитших повістей / Під ред. В. Барвіньского; Т. 8).
6. Том ІХ-ХІ ОНКЕЛЬ АДАМ (ДЯДЬКО АДАМ) — Onkel Adam (Uncle Adam), авт.: Carl Anton Wetterbergh, 1804–1889, Швеція: повість з шведского «Гроші та праця» (Penningar och arbete: genremålning) 1882.
7. Том ХІІ РАЙМУНД ГОЛО (Raimund Golo), авт.: Берта Фредеріх (Berta Frederich), уроджена Heyn, 1825–1882, німецька романістка: повість з німецької «Міщанське плем'я» (1883, 211 с.)
Раймунд Г. Міщаньске племя: Повість Г. Раймунда: З німецкого. — Львів: Накладом ред. «Діла». Друк. Т-ва им. Шевченка. Під зарядом К. Беднарского, 1883. — 211 с. — (Лит. дод. «Діла»: Б-ка найзнаменитших повістей / Під ред. А. Горбачевского; Т. 12).
8. Том ХІІІ ФЕЙЛЄТ (ФЕЄ, Фейле), Октав (Octave Feuillet) 1821–1890, Франція: повість з француского «З великого світу» під ред. А.Горбачевского (1883, 128 с.)
Фейє О. З великого світа: Повість Октава Фейлєта: З француского. — Львів: Накладом ред. «Діла». Друк. т-ва им. Шевченка. Під зарядом К. Беднарского, 1883. — 128, [1] с. — (Лит. дод. «Діла»: Б-ка найзнаменитших повістей / Під ред. А. Горбачевського; Т. 13).
9. Том XIV Альфонс ДОДЕ (Alphonse Daudet), 1840–1897, Франція: повість з француского «Фромон Молодший і Ріслер Старший» у пер. О.Борковського (1883)
Доде А. Фромонт Молодшій и Ріслєр Старшій: Повість с париского житя Альфонза Додета / [Пер. та післямова О. М. Борковського]. — Львів: Накладом ред. «Діла». Друк. Т-ва им. Шевченка. Під зарядом К. Беднарского, 1883. — 287 с. — (Лит. додаток «Діла»: Б-ка найзнаменитших повістей / Під ред. А. Горбачевського; Т. 14.). — Пер. встановлено за кн.: Українська Літературна Енціклопедія. Т. 1. — К., 1988.
10. Том XV Мор Йокаї (Jokai), 1825–1904, Угорщина: повість з угорского «Золотий чоловік» (1884, 323 с.)
Йокаї М. Золота людина: Повість Мавра Іокая: З угорського. — Львів: Накладом ред. «Діла». Друк. Т-ва им. Шевченка, 1884. — 323 с. — (Лит. дод. «Діла»: Б-ка найзнаменитших повістей / Під ред. А. Горбачевского; Т. 15).
11. Том XVI Кароль (Чарльз) ДІККЕНС (Charles Dickens), 1812–1870, Англія: повість з англійского «Два міста» (1884)
Діккенс Ч. Два міста: Повість англійска Кароля Дикенса. — Львів: Накладом ред. «Діла». Друк. Т-ва им. Шевченка. Під зарядом К. Беднарского, 1884. — 359 с. — (Лит. додаток «Діла»: Б-ка найзнаменитших повістей / Під ред. И. Белея; Т. 16).
12. Том XVII Оноре де БАЛЬЗАК (Honore de Balzac), 1799–1850, Франція: повість з француского «Батько Горіо» (1884, перекл. М.Подолинського)
Бальзак О. де. Батько Горіо: Повість Гонорія Бальзака / Переклад з француского М. Подолиньского. — Львів: Накладом ред. «Діла». Друк. Т-ва им. Шевченка. Під зарядом К. Беднарского, 1884 (обкл. 1885). — 276 с. — (Літ. додаток «Діла». Б-ка найзнаменитших повістей / Під ред. И. Белея; Т. 17).
13. Том XVIII Олексій Костянтинович ТОЛСТОЙ (1817–1875), Росія: повість з россійського «Князь Серебряний» (1885)
Толстой О. К. Князь Серебряный: Повість з часів Ивана Грозного графа Олекс. Конст. Толстого: (З велико-руского) / [Переклад Михайла Павлика; Переклад провірив и выгладив Михайло Подолиньскій]. — Львів: Накладом ред. «Діла». Друк. Т-ва им. Шевченка. Під зарядом К. Беднарского, 1885. — 303 с. — (Лит. дод. «Діла»: Б-ка найзнаменитших повістей / Під ред. И. Белея; Т. 18). — Пер. встановлено за кн.: Галицко-русская библиографія XIX столетия… Т. 2 (1861–1886) / Уклад. І. Левицький. — Львів, 1895).
14. Том ХІХ «З чужих зільників»: ЗБІРНИК повісток і оповідань (1885).
15. Том ХХ Альфонс ДОДЕ (Alphonse Daudet), 1840–1897, Франція: повість з француского «Набоб» у пер. М. Подолинського (1885).
16. Том XXI Іван Сергійович ТУРГЕНЄВ (1818–1883), Росія: «Батьки і діти» з велико-руского (1886).
17. Том ХХІІ Вільгельміна ГІЛЛЕРН (1835–1916) — німецька письменниця: повість з німецкого «Власними силами» — повість з швайцарського життя. Переложив Е. Олесницкій / Під ред. І.Белея (1886, 215 с.)
Гіллерн В. Власными силами: Повість з швайцарского житя Вильгельмины Гилєрн: (З німецкого) / Переложив Е. Олесницкій. — Львів: Накладом ред. «Діла». Друк. Т-ва им. Шевченка. Під зарядом К. Беднарського, 1886 (обкл. 1887). — 115 с. — (Лит. дод. «Діла»: Б-ка найзнаменитших повістей / Під ред. И. Белея; Т. 22).
18. Том ХХІІІ Жорж ОНЕ (Юрій Онет), 1848–1918, французький письменник: повість з француского «Великий Лім» (1887)
Оне Ж. Великій Лім: Повість француска Юрія Онета / [Переложив з француского Александер Борковскій]. — Львів: Накладом ред. «Діла». Друк. Т-ва ім. Шевченка. Під зарядом К. Беднарського, 1887. — 313 с. — (Лит. дод. «Діла»: Б-ка найзнаменитших повістей / Під ред. И. Белея; Т. 23).
19. Том XXIV–XXV Федір Михайлович ДОСТОЄВСЬКИЙ (1821–1881), Росія: повість з велико-руского «Вина і кара» (1887).
20. Том XXVI Ю. ШТІНДЕ: «Родина Бухгольців» — Образки з родинного житя німців Юлія Стіндого під ред. І.Белея, з нимецкого свободно переложив Евгений Олесницкий — 1888, 288 с.
(Штінде Ю. Родина Бухгольців: Образки з родинного житя Німців Юлія Стіндого / З німецкого свободно переложив Евгеній Олесницкій. — Львів: Накладом ред. «Діла». Друк. Т-ва ім. Шевченка. Під зар[ядом] К. Беднарського, 1888. — 288 с. — (Лит. дод. «Діла»: Б-ка найзнаменитших повістей / Під ред. И. Белея; Т. 26).
21. Том XXVII-XXVIII Іван Олександрович ГОНЧАРОВ (1812–1891) Росія: роман «Обломов» з велико-руского (1888).
М. Драгоманов, характеризуючи цей переклад «Обломова» писав:
«Навіть перекладів галицьких в Росії не стануть читати, коли б їх пустила вільно цензура. Наприклад, „Бібліотека найзнаменитіших писателів“ дає переклади речей, котрі давно вже росіяни прочитали на російському й ліпше переложені. Про літературну школу галицьких перекладників свідчить ліпше всього те, що перекладчик „Обломова“ цілком викинув цілу главу „Сон Обломова“, котра пояснює увесь характер героя і в той же час єсть одним з перлів європейських літератур! Окрім того, по галицьких перекладах, наприклад, французьких і англійських писателів зараз видно, що вони зроблені не з орігіналів, а з німецьких або польських перекладів.
Вже одна кумедна транскрипція французьких та англійських імен, котра прийшла через німецьку та польську транскрипцію і вимову, примусить російського українця, звикшого в Росії до фонетичної транскрипції імен, відповідно вимові їх в оригіналі, кинути галицький переклад „найзнаменитішого писателя“. Очевидно, що, поки Галичина не пристане до новішого європейського життя в науці, політиці й культурі, доти галицька література не йтиме в Росію і не може там підпирати українську літературну автономію.»
22. Том ХХІХ Еліза ОЖЕШКО (Eliza Orzeszkowa), 1841–1910, Польща: повість «Низини» / [Пер. Є. Олесницького] / Під. ред. І.Белея (1888, 176 с.)
Ожешко Е. Низины: Повість Елізы Оржешко / [Пер. Є. Олесницького]. — Львів: Накладом Ред. «Діла». Друк. Т-ва ім. Шевченка. Під зарядом К. Беднарського, 1888. — 176 с. — (Літ. дод. «Діла»: Б-ка найзнаменитших повістей / Під ред. И. Белея; Т. 29). — Пер. встановлено за кн.: Українська бібліографія Австро-Угорщини за роки 1887–1900. Т.1 (1887–1889) / Уложив І. Левицький. — Львів, 1909).
23. Том XXX–XXXI ЙОКАЇ, Мор (Jokai), 1825–1904, Угорщина: роман «Новий дідич» (1889).
24. Том XXXII Іван Нечуй-Левицький: повість «Причепа»
(Нечуй-Левицький І. С. Причепа: Повість Ивана Нечуя. — 2-е вид. — Львів: Друк. Т-ва им. Шевченка. Під зарядом К. Беднарського, 1889. — 351 с. — (Літ. дод. «Діла»: Б-ка найзнаменитших повістей / Під ред. И. Белея; Т. 32)
25. Том XXXIII ?? ??
26. Том XXXIV Еміль ЗОЛЯ (Emile Zola), 1840–1902, Франція: роман з француского «Мрія» у пер. за ред. І.Белея (1889, 267 с.)
Золя Е. Мрія: Роман Емиля Золі / [Пер. К. Кахникевич]. — Львів: Накладом ред. «Діла». Друк. Т-ва им. Шевченка. Під зар[ядом] К. Беднарського, 1889. — 267, [2] с. — (Лит. дод. «Діла»: Б-ка найзнаменитших повістей / Під ред. И. Белея; Т. 34). — Пер. встановлено за кн.: Українська бібліографія Австро-Угорщини за роки 1887–1900. Т. 1 (1887–1889) / Уложив І. Левицький. — Львів, 1909)
27. Том XXXV Іван Нечуй-Левицький: повѣсть «Хмары» (1890)
28. Том XXXVI Пантелеймон Олександрович КУЛІШ: Чорна рада: Хроніка 1663 року, 2-ге вид. / під ред. І.Белея (1890, 239 с.)
29. том XXXVII В. Г. КОРОЛЕНКО: Сліпый музика: Повість Володимира Г. Короленка / Переклад з велико-руского В. О. Р. [Д. Г. Йосифович]. — Львів: Накладом ред. «Діла». Друк. Наук. Т-ва им. Шевченка, 1890. — 142 с.; 8º. — (Літ. дод. «Діла»: Б-ка найзнаменитших повістей / Під ред. І.Белея; Т. 37).
30 Том XXXVIII Гребінка, Євген Павлович Чайковській : роман з козацької старини : пер. с рус. / Євген Павлович Гребінка ; Пер. К. Климкович. — Львів : Дела, 1891. — 189 с. — (Бібліотека найзнаменитших повістей ; Т.38).
31 Том ХХХІХ?? Кароль (Чарльз) ДІККЕНС (Charles Dickens), 1812–1870, Англія: «Олівер Твіст» (1891)
?? Том XL
?? Том XLI
?? Том XLII
?? Том XLIII
?? Том ?? Францішек РАВІТА-ГАВРОНСЬКИЙ (1845–1935) історична повість «Гетьман Мазепа» у пер. Василя Ролепка (1893)
?? Том XLIV
?? Том XLV
?? Том XLVI
?? Том XLVII П'єр ЛОТІ (Pierre Loti), 1850–1923, Франція повість з француского «Рибак ісландський» (1893, 188 с.)
Лоті П. Рыбак исляндскій: Повість: (Переклад з француского) / Написав Петро Льоті. — Львів: Накладом ред. «Діла». Друк. Наук. Т-ва им. Шевченка. Під зарядом К. Беднарського, 1893. — 188 с. — (Літ. дод. «Діла»: Б-ка найзнаменитших повістей / Під ред. И. Белея; Т. 47).
?? Том ?? Вальтер СКОТТ «Ришард Львине Серце» (1893)
?? Том ?? Б. Г. Френсіс (1894)
?? Том ?? І. Тургенєв «Дворянське гніздище» (1890-і роки)
?? Том L Лев Миколайович ТОЛСТОЙ (1828–1910), Росія: повість «Дитячий, хлоп'ячий і молодечий вік» у пер. В.Щурата (1894, 428 с.)
Толстой Л. М. Дитячій, хлопячій и молодечій вік: Повість Л.H. Толстого / [З великорускои мовы переклав В. Щурат]. — Львів: Накладом ред. «Діла». Друк. Наук. Т-ва им. Шевченка. Під зарядом К. Беднарского, 1894 (обкл. 1895). — 428 с. — (Літ. дод. «Діла»: Б-ка найзнаменитших повістей / Під ред. И. Белея; Т. 50)
Дитячій, хлопячій и молодечій вѣкъ, Львовъ, 1894. — 428 с., (Літературний додатокъ «Дъла». Бібліотека найзнаменитшихъ повъстей под ред. И. Белея; Томъ 50)
?? Том LI ФЕЙЛЄТ (ФЕЄ, ФЕЙЄ, ФЕЙЛЕ), Октав (Octave Feuillet) 1821–1890, Франція: повість «Дневник однои пані» (переклад з франц.) під ред. І.Белея (1895, 156 с.)
Фейє О. Дневник однои пані: Повість / О. Фейлет; Переклад з французкого Т. В. [Т. Г. Бордуляк]. — Львів: Накладом ред. «Діла», 1895. — 156 с. — (Літ. дод. «Діла»: Б-ка найзнаменитших повістей / Під ред. И. Белея; Т. 51)
?? Том LII ОЖЕШКО Е.: «Хам»: Повість Елїзи Оржешковои / Переклад Євгенії Струсевичевої (1895, 251 с.)
?? том LIII Андрій ЧАЙКОВСЬКИЙ: Олюнька: Оповіданье з житя ходачковои шляхты (1895, 269 с.)
Чайковський А. Я. Олюнька: Оповіданье з житя ходачковои шляхты / Написав Андрій Чайковскій. — Львів: Накладом ред. «Діла». Друк. Наук. Т-ва им. Шевченка. Під зарядом К. Беднарського, 1895. — 269, [2] с. — (Літ. дод. «Діла»: Б-ка найзнаменитших повістей / Під ред. И. Белея; Т. 53). — На с. 3: Присвячую памяти мого професора и найліпшого друга молодежи академічнои Д-ра Олександра Огоновского.
?? Том LIV
?? Том LV Андрій ЧАЙКОВСКИЙ: В чужім гнізді — Повесть в двух частях з житя ходачковои шляхты / під ред. І.Белея (1896, 367 с.)
Чайковський А. Я. В чужім гнізді: Повість в двох частях з житя ходачковои шляхты / Написав Андрій Чайковскій. — Львів: Накладом ред. «Діла». Друк. Наук. Т-ва им. Шевченка. Під зарядом К. Беднарського, 1896. — 367 с. — (Літ. дод. «Діла»: Б-ка найзнаменитших повістей / Під ред. И. Белея; Т. 55). — На окр. арк.: Присвячую моєму выпробованому другови Василеви Косачевичеви сас Яворскому.)
?? Том LVI Микола Іванович КОСТОМАРОВ: Чернигівка: Билиця з другой половины XVII віку / під ред. І.Белея (1896, 204 с.)
?? Том LVII Іонас ЛІ (ЛІ Ю) Норвегія?? : роман Сучасна Ніоба [Переклад Евгенії Струсевичевої] (1897, 250 с.)
Сучасна Ніоба: Роман / Іонас Лі; [Переклад Евгенії Струсевичевої]. — Львів: Накладом редакціи «Діла», 1897. — 250 с.; 8º. — (Літ. дод. «Діла». Б-ка найзнаменитших повістей / Під ред. И. Белея; Т. 57)
?? Том LIX Альфонс ДОДЕ (Alphonse Daudet), 1840–1897, Франція: роман «Король на выгнаню» (1897, 158 с., том LIX [на тит. арк. помилково том LX])
Доде А. Король на выгнаню: Роман Альфонса Доде. — Львів: Накладом ред. «Діла». Друк. Ин-та Ставропиг. Под зарядом І. Греняка, 1897. — 158 с. — (Літ. дод. «Діла»: Б-ка найзнаменитших повістей / Під ред. И. Белея; Т. 59 [на тит. арк. помилково Т. 60]).
?? Том LX Григорій Петрович ДАНИЛЕВСЬКИЙ (1829–1890) український російськомовний письменник: роман в двох частях «Нові землі» — 1897 (обкл. 1898), 327 с.
Данилевський Г. П. Нові землі: Роман в двох частях Г. П. Данилевского. — Львів: Накладом ред. «Діла». Друк. Ставропиг. ин-та. Під зарядом І. Греняка, 1897 (обкл. 1898). — 327 с. — (Літ. дод. «Діла»: Б-ка найзнаменитших повістей / Під ред. И. Белея; Т. 60)
?? Том LXI БУЛВЕР-ЛІТТОН, Едвард (Edward George Earle Lytton Bulwer-Lytton) 1803–1873, Англія: Останні дні Помпеєв: роман в 5 ч. (1898, 596 с.)
Булвер-Літтон Е.-Д. Останні дні Помпеів: Роман Е. Л. Булвера в пяти частях / [Пер. С. А. Єзерський]. — Львів: Накладом ред. «Діла». Друк. Ин-та Ставропіг. Під зарядом І. Греняка, 1898 (обкл. 1899). — 596 с. — (Літ. дод. «Діла»: Б-ка найзнаменитших повістей / Під ред. И. Белея; Т. 61). — Пер. зазначено на с. 581. — Примітки: с. 582–596)
?? Том LXII Тимофій Гнатович БОРДУЛЯК (1863–1936): збірка оповідань «Ближні» (1899, 414 с.)
Бордуляк Т. Г. Ближні: Образки и оповіданя Тимотея Бордуляка. — Львів: Накладом ред. «Діла». Друк. Ставропіг. ин-та. Під зарядом І. Данилюка, 1899. — 414, [1] с. — (Літ. дод. «Діла»: Б-ка найзнаменитших повістей / Під ред. И. Белея; Т. 62). — На звороті тит. арк.: Сю працю мого пера присвячую памяти… професора Даміяна Гладиловича
Въ этотъ сборникъ вошли слѣдующіе разсказы автора: «Дай, Боже, здоровля корові»! «Мати», «Сабета Себі», «Дід Макар», «Рішучий крок», «Самітна нивка», «Дядько Федюсь», «Ось, куди ми пійдемо, небого»… «Бузьки», «Галилеівський війт», «Дяк Гриць», «Діти», «Для хорого Федя», «Перший раз», «Жебрачка», "Нічний привид, «Право патронату», «Михалкові радощі», «Бідний жидок Ратиця», «Гаврило Чорній», «Іван Бразиліець»
?? Том LXIII Еміль ЗОЛЯ (Emile Zola), 1840–1902, Франція повість «Обіт помершій» (1899, 168 с.)
(Золя Е. Обіт помершій: Повість Еміля Золі. — Львів: Накладом ред. «Діла». Друк. Ин-та Ставропіг. Під зарядом І. Данилюка, 1899. — 168 с. — (Лит. дод. «Діла»: Б-ка найзнаменитших повістей / Під ред. И. Белея; Т. 63)
?? Том LXIV Іван ЛЕВИЦЬКИЙ: Історична повість «Гетьман Іван Виговський» / під ред. Івана Белея (1899)
?? Том LXV МАРК ТВЕН (Mark Twain), авт.: Семюел Ленґхорн Клеменс (Clemens), 1835–1910, США: «Збірка начерків американского гумориста Марка Твейна» (1900, 282 с.)
?? Том LXVII, LXIX Андрій ЧАЙКОВСКИЙ: Своїми силами. Повість в 3-х томах. Бібліотека найзнаменитших повістей. Накладом редакції «Діла». Львів. (1902–1904, 530 с.)
?? Том ??
?? Г.Мопассан (1908)
?? Том ?? Ж. М. Ґійо (1913)
?? Том ?? Е. Г. Зелінґер (1913)
?? Том ?? А. Франс (1914)
?? Том ?? Ганна КЕРІ «Замок Делі»
73-74. Еміль Золя. "Гроші". Львів. 1906. т.1. ст. 298. т.2. ст. 234.

## Можливо, вийшли в цій серії
• Titel: Olimpija (Olympia) ruth
• Autor/in: Mandibur, Tadej
• Ort/Verlag: Lemberg : Sevcenkodr.
• Erscheinungsjahr: 1897
• Umfang/Illustr.: 29 + 1 Tf.
• Sprache: Slawische Sprachen (Andere)
• Schlagwörter: Olympia
• Beschreibung: Fussnote: SA.aus: Program des ak.Gymnasiums Lemberg.

• Zitierlink: http://data.onb.ac.at/rec/LZ01423559
• Titel: Grisniki. (Die Sünder. Roman.) ruth
• Autor/in: Koniskij, Oleksander-Ja …..
• Ort/Verlag: Lemberg : Sevcenkodr.
• Erscheinungsjahr: 1895
• Sprache: Slawische Sprachen (Andere)
• Schlagwörter: Sünder ; Belletristische Darstellung ; Roman ; Ukrainisch ; 19. Jh.
• Zitierlink: http://data.onb.ac.at/rec/AC10027622
• Titel: Grisniki. (Die Sünder. Roman.) ruth
• Autor/in: Koniskij, Oleksander-Ja …..
• Ort/Verlag: Lemberg : Sevcenkodr.
• Erscheinungsjahr: 1895
• Sprache: Slawische Sprachen (Andere)
• Schlagwörter: Sünder ; Belletristische Darstellung ; Roman ; Ukrainisch ; 19. Jh.
• Zitierlink: http://data.onb.ac.at/rec/AC10027622
• Titel: Podoroz dookola zemli v 80 dnjach. (Die Reise um die Erde in 80 Tagen.)
• Autor/in: Verne, Jules ;
1828–1905
• Ort/Verlag: Lemberg : Sevcenkodr.
• Erscheinungsjahr: 1894
• Sprache: Slawische Sprachen (Andere)
• Schlagwörter: Roman ; Französisch ; 19. Jh.
• Zitierlink: http://data.onb.ac.at/rec/LZ01734275
• Titel: Zbigci s Novorosiji. (Die Flüchtlinge aus Neurussland. Roman. Uebers. von V. R. und M. C.)
• Autor/in: Danilevskij, Grigorij Petrovic
• Ort/Verlag: Lemberg : Sevcenkodr.
• Erscheinungsjahr: 1892
• Sprache: Slawische Sprachen (Andere)
• Schlagwörter: Leibeigener ; Russland ; Belletristische Darstellung ; Russland ; Leibeigener ; Belletristische Darstellung ; Roman ; Russisch ; 19. Jh.
• Zitierlink: http://data.onb.ac.at/rec/AC09800068
• Titel: Rozbisaki na rici. (Die Piraten auf dem Flusse Mississippi. Erzählung.) ruth
• Autor/in: Gerstäcker, Friedrich
• Ort/Verlag: Lemberg : V. Lozinski
• Erscheinungsjahr: 1895
• Sprache: Slawische Sprachen (Andere)
• Schlagwörter: Mississippi, Fluss ; Seeräuber ; Belletristische Darstellung ; Roman ; Deutsch ; 19. Jh.
• Zitierlink: http://data.onb.ac.at/rec/AC09894407